# 代々木ゼミナール
代々木ゼミナール（よよぎゼミナール）は、東京都渋谷区代々木を本拠として全国に直営8校舎（うち美術専門校1校舎）を持ち、「代ゼミサテライン予備校」を展開する予備校。
経営母体は学校法人高宮学園（SAPIX YOZEMI GROUPの一員）。略称は代ゼミまたは代々木ゼミ。キャッチコピーは「志望校が母校になる。」。

## 概説
文系3教科（英語・国語・社会）の人気講師を擁したことやスカラシップ制度の導入などにより、駿台予備学校の生徒を吸収し、1980年代には駿台、河合塾と並んで三大予備校（SKY）の1つに数えられるようになる。早くから有名講師陣を多数擁したことから「講師の代ゼミ」の異名を持ち、西尾孝、安田亨など、旺文社の『ラジオ講座』や東京出版の『大学への数学』で活躍していた人材を講師に登用していた時期がある。
模擬試験（代ゼミ模試）などの事業を行うほか、大検対策講座や帰国子女を対象とする講座を設けるなど、大学受験予備校として多種多様な需要に応えている。また、学校の教員研修を目的とした「代々木ゼミナール教育総合研究所（代ゼミ教育総研）」も開設している。
早くからマルチメディア戦略を用い、予備校界では唯一、自社占有の衛星回線を介して本部校における一部の授業やスタジオ収録の講座を配信している。更に大学受験以外にも、大学生や社会人を主な対象に代ゼミライセンススクールとして資格試験受験指導校（クレアール、伊藤塾など）の講義をサテライン配信している。
2008年（平成20年）に本部校（代ゼミタワー）が完成、かつて代々木本校が有していた本部機能は同ビルに移転した。その後、JEC1号館などの旧代々木校校舎の一部は株式会社ティーケーピーが運営する貸会議室に、プラザ館は2010年秋よりY-SAPIX東大館に流用。またJEC2号館は取り壊され、その跡地に、2011年11月18日、小林武史・大沢伸一プロデュースによる複合商業施設「代々木VILLAGE by kurkku」がオープンしている（2020年12月29日閉館）。
2009年から2010年にかけては、グループ会社・日本入試センターを通じ、小中高生対象の進学塾「SAPIX」の運営会社、ジーニアスエデュケーションとサピエンス研究所の2社を相次いで買収、傘下に収めた「SAPIX」ブランドを活用して2011年3月に高校生および中高一貫校に通う中学生を対象とする大学進学塾「Y-SAPIX」の全国展開を始めるなど、それまでの大学受験浪人生に依存した事業モデルからの脱却を図った。
2014年8月23日、少子化の展望や現役志向の高まりに伴う浪人生減少や大学受験の多様化などを背景とし、生徒数減少の経営難から同年8月時点で全国に有する直営校舎のうちの約7割を対象に2015年度以降閉鎖することを明らかにした。
これに合わせて、2015年3月にかけての期間、原則40歳以上を対象とする希望退職募集を行った。閉鎖対象校舎に通っている高校1 - 2年生に対してはグループ傘下の進学塾（Y-SAPIX・代ゼミサテライン予備校）を紹介すると伝えた。
2015年度から、大学入試センター試験の自己採点結果集計・分析「センターリサーチ」を廃止。また約20万人が受験した「センター試験プレテスト」などの全国模擬試験を廃止。旧帝大や早慶個別の難関大学志願者向け模試は存続する。共通テスト試験開始に伴い、「大学入学共通テスト入試プレ」模試を復活させた。

## 校舎
学校法人高宮学園が運営する校舎は「専修学校（一般課程）」扱いとされており、その大半は「専修学校代々木ゼミナール○○校」を正式名称としているが、大阪南校のみ「代々木ゼミナール大阪南専修学校」を正式名称としている。またグループ会社・日本入試センターが運営している校舎も存在する。校舎によっては、受験生寮が併設されている。
かつて、一部の校舎には食堂や代々木ライブラリー（書店）が併設されており、後者では学習参考書を中心とした書籍（代々木ゼミナールのもののほか、他社が発行している学習参考書、一般書籍も一部販売）のほか、文房具や代ゼミグッズ、飲料や食品等を取り扱っていた。

### 現有校舎（2024年4月時点）
- 専修学校
  - 本部校 代ゼミタワー
  - 本部校 国際教育センター
  - 造形学校（原宿）
  - 札幌校[注 4]
  - 仙台教育センター
  - 新潟校
  - 名古屋校[注 5]
  - 大阪南校（難波）
  - 福岡校

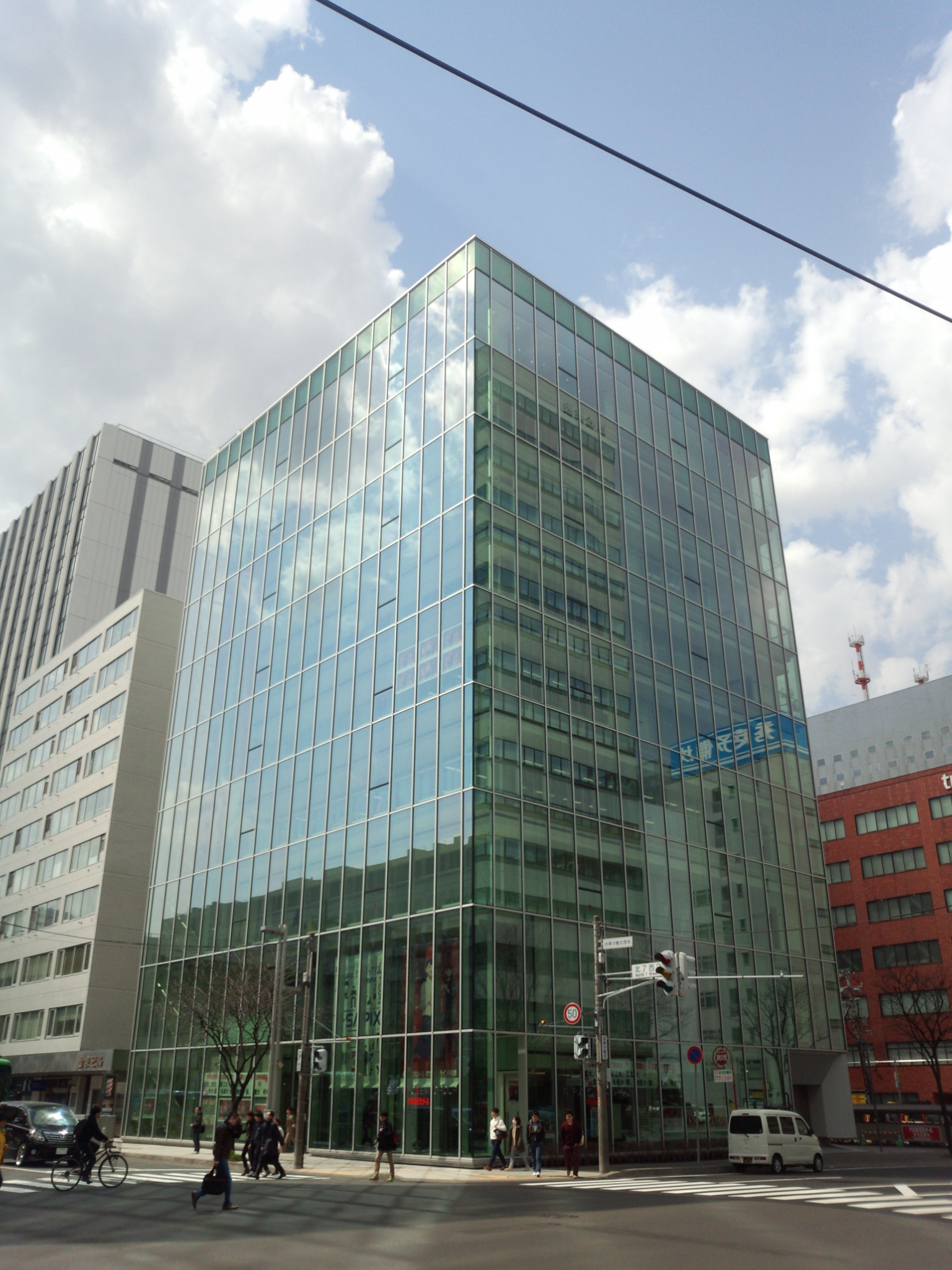
札幌校新校舎（2015年4月）
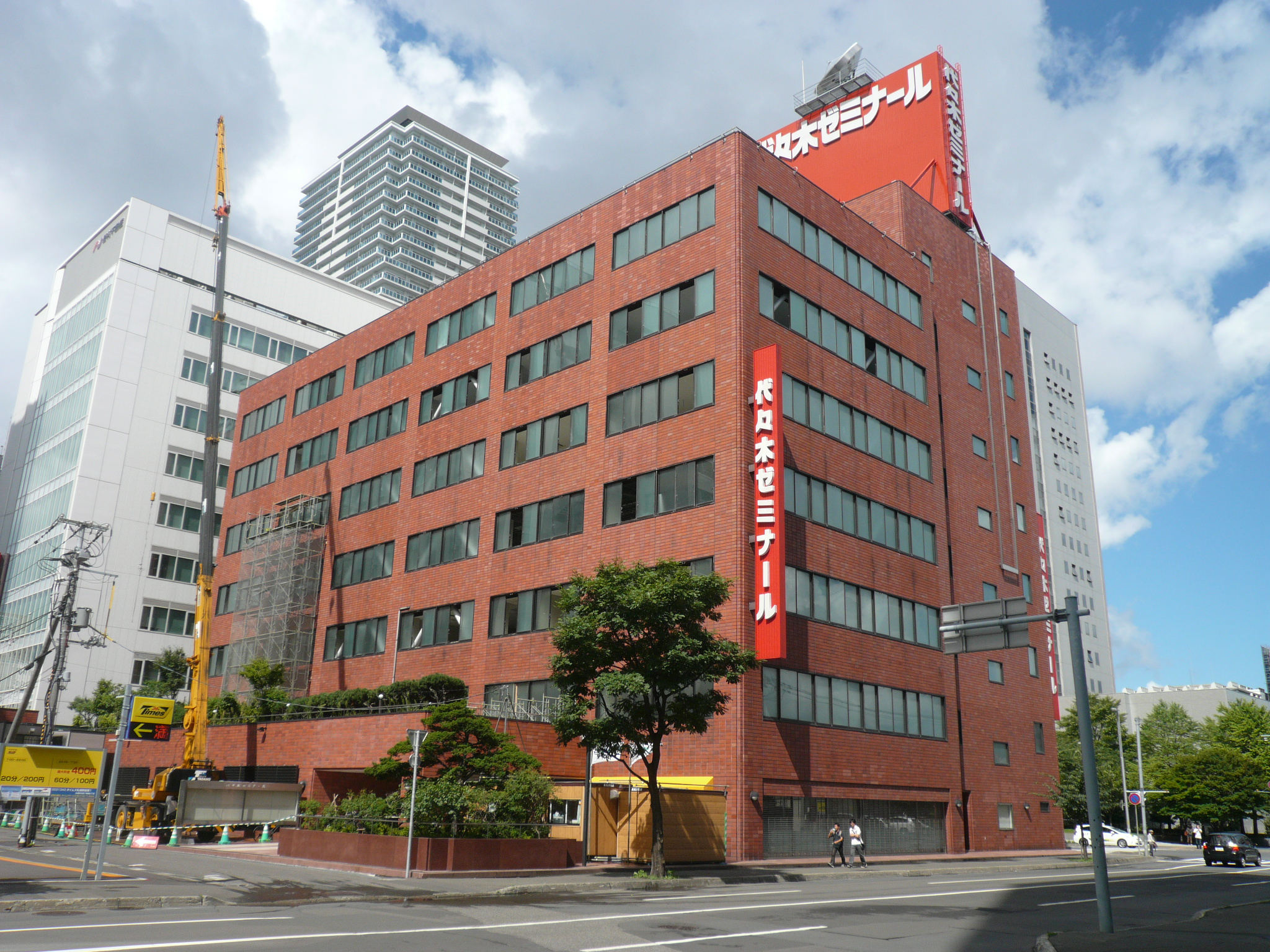
札幌校旧校舎（2013年8月）
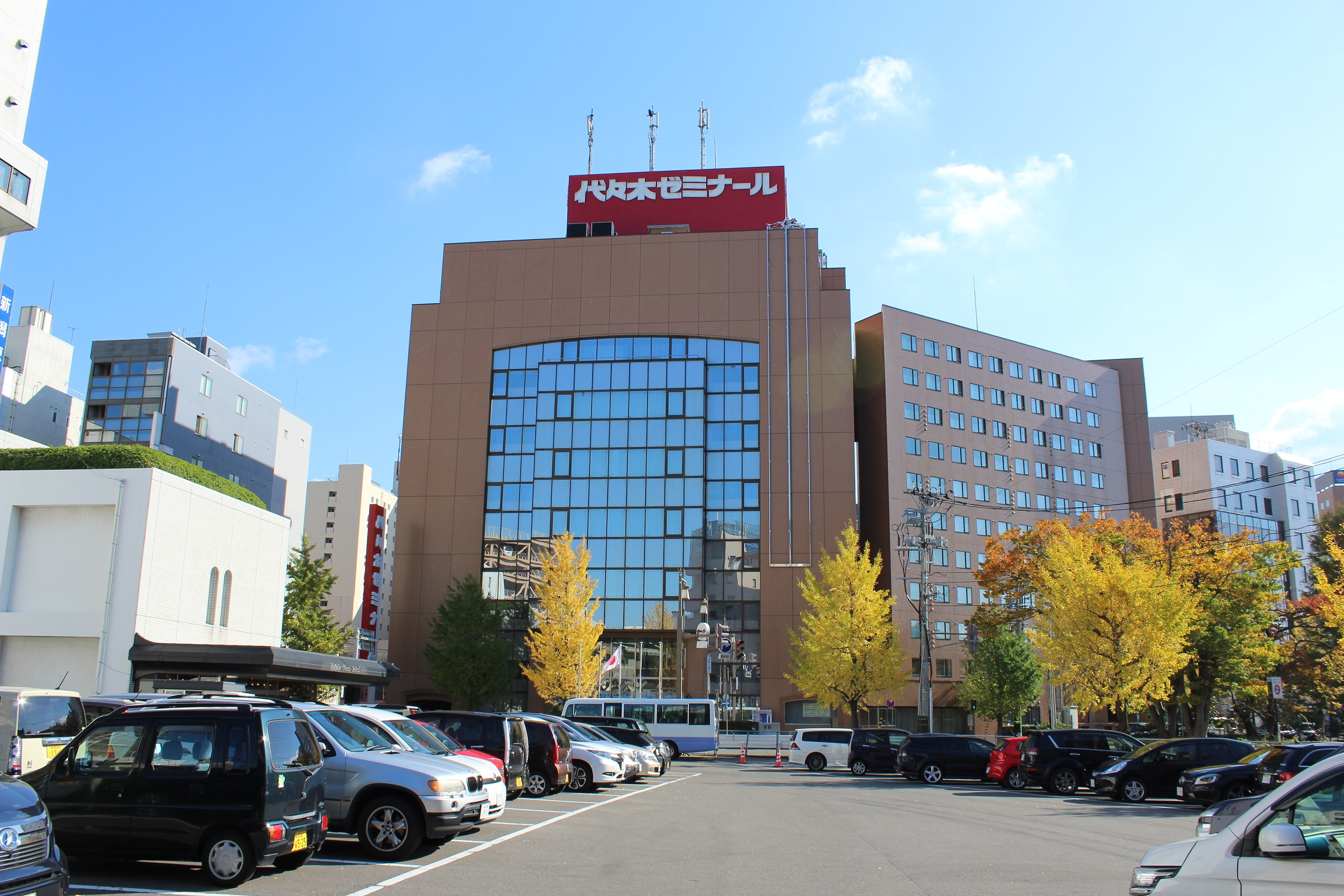
新潟校（2017年11月）
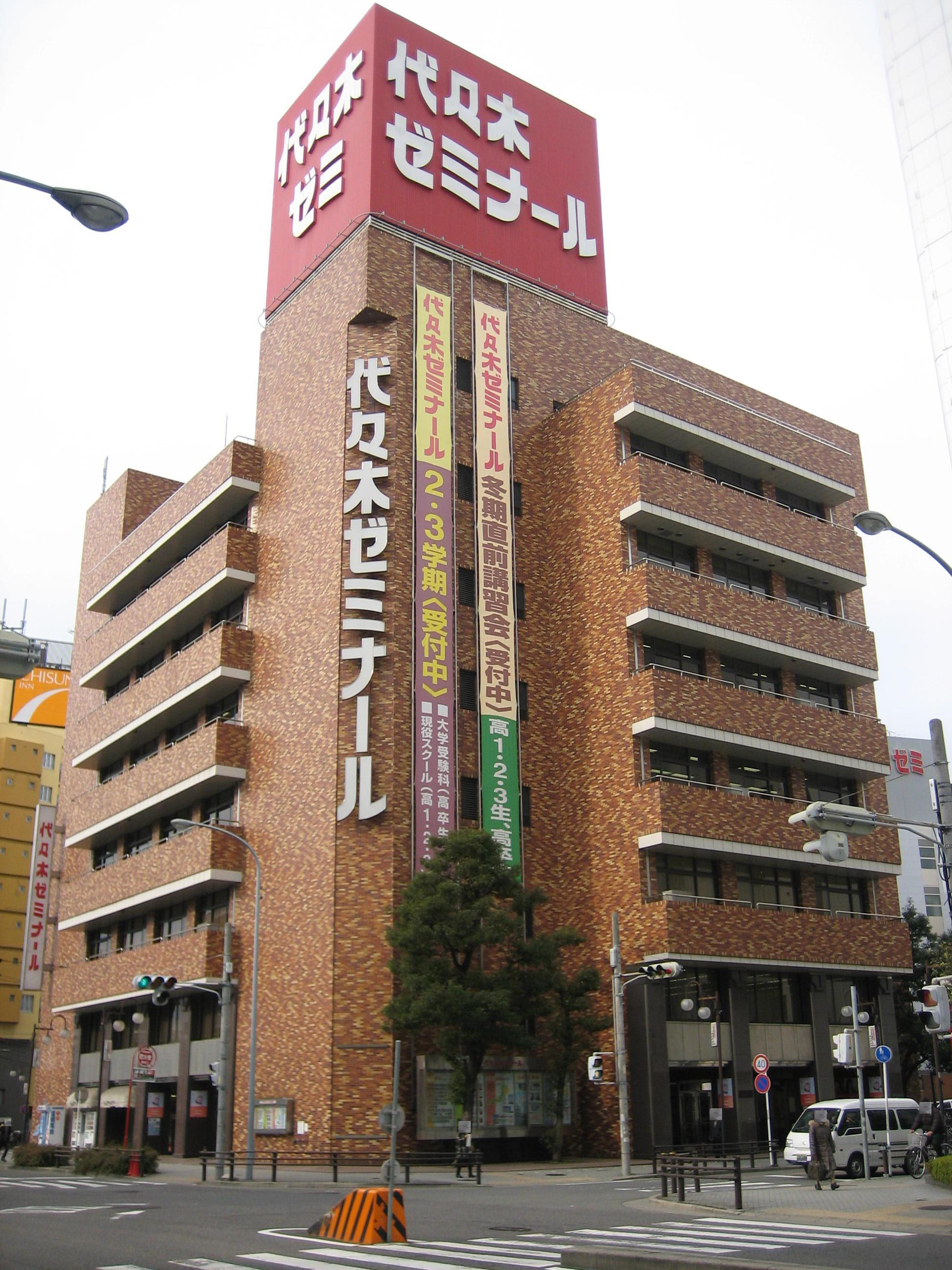
名古屋校旧本館（2009年1月）

### かつて存在した校舎

#### 2014年度末に閉鎖した校舎

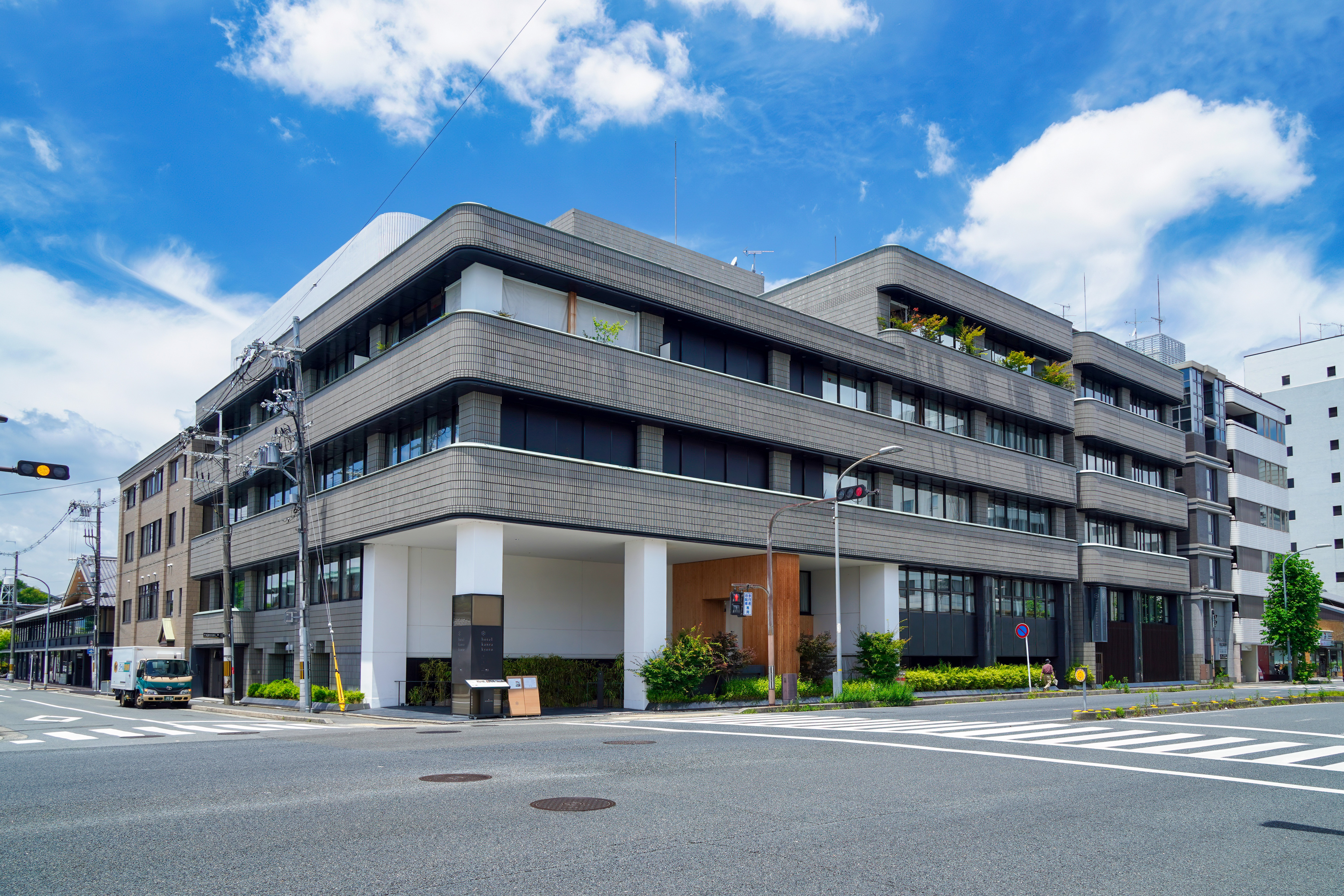
旧京都校（現・ホテルカンラ京都、2021年6月）

- 専修学校  - 専修学校代々木ゼミナール○○校
    - 仙台校（現・東北福祉大学）
    - 高崎校（現・ジャーナルビル）
    - 大宮校（現・ベルヴュオフィス大宮）
    - 柏校（現・SAPIX柏校）
    - 津田沼校（現・駿台予備学校津田沼校/ベルヴュコート津田沼）
    - 池袋校（現・東京福祉大学9号館）
    - 立川校（現・ベルヴュコート立川）
    - 横浜校（現・金港ビル）
    - 京都校（現・ホテルカンラ京都）
    - 岡山校（現・環太平洋大学岡山駅前グローバルキャンパス）
    - 小倉校（現・九州医療スポーツ専門学校[注 6]）
    - 熊本校（現・日本郵政熊本駅前センター[19]）
- 各種学校
  - 湘南キャンパス（1977年に大船校として開校。2001年度より湘南キャンパスへ改名）
  - 神戸校（現・ベルヴュオフィス三宮/ヤマハミュージック神戸店）
  - 広島校（現・ベルヴュオフィス広島/TKPガーデンシティPREMIUM広島駅前）
- 日本入試センター運営校舎
  - 横浜アトリエ
  - 浜松校（現・旧駿台浜松校）[注 7]

#### 上記以外
- 千駄ヶ谷校（2007年3月に閉鎖。現・桜美林大学千駄ヶ谷キャンパス[20]）
- 原宿校
- 横浜西口サテラインプラザ

## 職員・関係者

### 理事・監事
- 高宮英郎 - SAPIX YOZEMI GROUP共同代表、学校法人高宮学園理事長（代々木ゼミナール創業者一族）。2代目。初代理事長の高宮行男の息子（次男）。
- 高宮敏郎 - SAPIX YOZEMI GROUP共同代表、学校法人高宮学園副理事長（代々木ゼミナール創業者一族）。3代目。初代理事長の高宮行男の息子（長男）である高宮利行の息子。
- 高宮信乃 - 高宮敏郎の妻。海外部門全般を担当し、関連会社の社長、副社長、事業部本部長をつとめる。代ゼミの評議員。

### 現役講師

#### 英語
- 明慶徹
- 阿部杏子
- 出雲博樹
- 大逸恭嗣
- 大矢復
- 小倉弘
- 柿原有美子
- 川又祥和
- 姜昌和
- 栗山健太
- 齋藤直孝
- 坂本俊朗
- 佐々木和彦
- 佐藤浩太郎
- 佐藤慎二
- 佐藤ヒロシ
- 島田亮
- 杉山洋一
- 妹尾真則
- 高橋伸行
- 谷川学
- 寺尾政晃
- 富田一彦
- 中新洋平
- 仲本浩喜
- 新井田真行
- 西岡直登
- 西川彰一
- 西谷昇二
- 藤田健
- 三角耕一郎
- 吉村和明

#### 数学
- 安達秀彦
- 石川航
- 伊勢洋介
- 上園信武
- 大塚志喜
- 大林昭雄
- 大山壇
- 大原英紀
- 岡本寛
- 荻野暢也
- 奥平禎
- 柏熊成享
- 口元大輔
- 小島祐太
- 小林清隆
- 斎藤裕介
- 佐々木誠
- 高橋全人
- 竹内充
- 土田竜馬
- 貫浩和
- 野崎翔太
- 鳩場通弘
- 藤田健司
- 堀川晋
- 箕輪浩嗣
- 森谷慎司
- 山本俊郎
- 湯浅弘一
- 吉永学司

#### 国語
- 青木邦容（現代文・小論文）
- 上田秀（漢文）
- 梅澤聖京（古文）
- 漆原慎太郎（現代文・古文・漢文）
- 榎戸智司（現代文・小論文）
- 太田貴之（現代文・小論文）
- 喜久知賢（国語）
- 北澤紘一（漢文）
- 木村勧（現代文・小論文）
- 國井丈士（現代文・古文・漢文・小論文）
- 合田啓作（現代文・古文・漢文・小論文）
- 酒井敏行（現代文）
- 笹井厚志（現代文・小論文）
- 笹森義通（古文）
- 志麻田英義（古文）
- 西村雪野（古文）
- 原安宏（現代文・古文・漢文）
- 藤井健志（現代文・小論文）
- 船口明（現代文）
- 堀内剛史（古文・漢文）
- 村上翔平（現代文・古文・漢文）
- 望月光（古文・漢文）
- 元井太郎（現代文・古文・漢文）
- 森直紀（現代文・小論文）
- 湯木知史（現代文・小論文）

#### 理科
- 飯島飛（物理）
- 稲垣満（物理）
- 井上英和（化学）
- 漆原晃（物理）
- 大堀求（生物）
- 大町尚史（生物）
- 岡島光洋（化学）
- 亀田和久（化学）
- 岸良祐（化学）
- 木村亮太（物理）
- 﨑村奈央（生物）
- 鈴川茂（生物）
- 為近和彦（物理）
- 中川雅夫（物理）
- 成田一輝（化学）
- 西村淳矢（化学）
- 蜷川雅晴（地学）
- 藤原康雄（化学）
- 山口学（生物）
- 吉岡侑太（物理）

#### 地歴・公民
- 伊藤敏（世界史）
- 犬丸征一郎（日本史）
- 井上烈巳（日本史）
- 上住友起（世界史）
- 蔭山克秀（倫理・政治経済）
- 金坂信成（地理）
- 佐藤幸夫（世界史）
- 澤田和樹（世界史）
- 執行康弘（倫理・政治経済）
- 重野陽二郎（日本史）
- 新里将平（世界史）
- 武井明信（地理）
- 竹内浩一（地理）
- 田村誠（地理）
- 土屋文明（日本史）
- 畠山創（倫理・政治経済）
- 宮路秀作（地理）
- 八柏龍紀（日本史）
- 山田勝（日本史）

#### 情報
- 斎藤昴
- 藤原進之介
- 松尾康徳

### 元講師
- 西尾孝（英語） - 元早稲田大学教授。
- 小田実（英語） - 作家、元ベ平連代表。
- 吉川勇一（英語） - 元ベ平連事務局長、元恵泉女学園大学非常勤講師、翻訳家。
- 副島隆彦（英語） - 評論家。
- 森川展男（英語） - 近畿大学教授。
- 原仙作（英語） - 英文学者。
- 古藤晃（英語） - 河合塾講師。
- 佐藤忠志（英語） - 愛称は「金ピカ先生」。その後、東進ハイスクール講師など。 2019年9月頃死去。
- 今井宏（英語）- 現東進ハイスクール講師。
- 西きょうじ（英語） - 元東進ハイスクール講師。
- 高橋武智（フランス語） - 元立教大学助教授。
- 寺田文行（数学） - 早稲田大学名誉教授。
- 土師政雄（数学） - 元Z会数学主任など。
- 森茂樹（数学） - 駿台予備学校講師など。
- 安田亨（数学） - 駿台予備学校講師など。
- 米谷達也（数学） - 大学受験予備校プリパス代表取締役社長など。
- 有坂誠人（現代文・古文） - 著述業。
- 田村秀行（現代文） - 評論家、作家。
- 出口汪（現代文） - 水王舎社長、元東進ハイスクール講師、S.P.S.講師、ただよび講師。
- 荻野文子 [21]（古文）- 愛称は「マドンナ」。元東進ハイスクール講師、現学研プライムゼミ講師。
- 椎名守（古文） - 元國學院大學栃木短期大学教授。
- 土屋博映（古文） - 跡見学園女子大学教授。
- 林省之介（古文） - 元衆議院議員、元関西大学文学部教授。
- 吉川栄治（古文） - 滋賀大学名誉教授。
- 吉野敬介（古文） - 吉野塾塾長、元東進ハイスクール客員講師、現ただよび講師。
- 多久弘一（漢文） - 中国文学者。
- 中野清（漢文） - 元早稲田大学非常勤講師。
- 上杉允彦（日本史） - 元高千穂大学教授。
- 竹内睦泰（日本史） - 早稲田ゼミナール講師、秀門会講師、北斗総研予備校講師。

### その他関係者
- 竹内均 - 代々木ゼミナール札幌校元校長。東京大学名誉教授。
- 養老孟司 - 代々木ゼミナール顧問。東京大学名誉教授、日本ニュース時事能力検定協会名誉会長。
- 井出薫 - 1990年代半ばに代ゼミのテレビCMなどに出演。

## CM起用されたイメージガール
- 広瀬アリス（2009）
- 橋本愛（2010）
- 平祐奈（2014）
- 髙橋ひかる（2015）
- 芳根京子（2016）

## 沿革
- 1957年 - 4月1日、高宮行男によって創業[22]。
- 1962年 - 造形学校の前身となるデッサン科を設置[23]。関連会社の株式会社三鳩社設立
- 1964年 - 語学センター開設
- 1966年 - 原宿校開校 小学部新設
- 1973年 - 代々木ライブラリー開業
- 1977年 - 大船校開校
- 1978年 - （旧）株式会社日本入試センターを設立
- 1979年 - 名古屋校開校
- 1981年 - 造形学校開校（その後2005年に原宿へ移転）札幌校開校
- 1982年 - 大阪事務所開設
- 1983年 - 仙台校開校
- 1984年 - 津田沼校 大検バイパススクール開校
- 1985年 - 本部ビル落成 千駄々谷校・横浜校・代々木専修学校・原宿専修学校開校
- 1986年 - 新潟校・福岡校開校 バイパススクールに帰国受験課程設置
- 1987年 - 大阪校・大宮校・柏校・大阪造形専門学校開校
- 1988年 - 広島校・京都校・立川校・池袋校開校
- 1989年 - 通信衛星授業「サテラインゼミ」開始 小倉校開校
- 1990年 - 神戸校・岡山校開校
- 1991年 - 町田校・大阪南校・浜松校開校
- 1992年 - 高崎校・熊本校開校
- 1993年 - 国際教育センター開設
- 1994年 - 代々木国際高等学院東京校開校
- 1995年 - 受験プラザ（大阪南）開校
- 1996年 - 代ゼミメディカルスクール開講
- 1997年 - 代ゼミサテライン予備校開設 代ゼミ特訓スクール開講
- 1998年 - 「代ゼミTVネット」SKY Perfect TVで放送開始
- 1999年 - 「フレックス・サテライン」開始
- 2001年 - 個別指導スクール開設 代々木国際高等学院大阪校開校
- 2002年 - ブロードバンド代ゼミTV-NET開始　代々木ゼミナール教育総合研究所を設立
- 2004年 - 代ゼミグループ法人統合
- 2005年 - 代ゼミ医学館開設
- 2006年 - 4月、運営法人の学校法人高宮学園が、グループ法人の学校法人東朋学園を吸収合併。
- 2006年 - 全校舎フレックスサテラインにVODシステムを正式導入
- 2007年 - 大学受験科授業「週6日制」始動
- 2008年 - 本部機能が代々木ゼミナール本部校代ゼミタワー（代々木2丁目の新ビル、地上26階・地下3階建て）へ移転し、本部校開校。同ビルのキャッチフレーズは「代ゼミのオベリスク」[24]
- 2013年 - サテラインをハイビジョン化
- 2014年 - 少子化による生徒減少に伴う経営難を背景に、直営校舎のうちの約7割を対象に2015年3月に閉校した
- 2014年 - 立川北口受験プラザを開設
- 2017年 - 代々木ゼミナール創立60周年[25]
- 2021年 - 登記上の主たる事務所が本部校に移転

## 関係団体
出典：
- 株式会社代々木ライブラリー - 1973年開業の出版社。講師執筆による学習参考書の出版・販売等をしている。2019年に(新)日本入試センターと合併し、消滅。代々木ライブラリー事業は日本入試センターが引き継ぐ[27]。
- (新)株式会社日本入試センター - 1962年に「株式会社三鳩社」として設立。高宮一族の同族会社。社長高宮行男以下、その夫人の高宮清子や代々木ゼミナール副理事長だった竹村保昭（行男の実弟）などが役員を務めた。2016年に(旧)日本入試センターおよび株式会社プリバートコミュニケーションを吸収合併すると同時に、(新)株式会社日本入試センターへ商号変更した。
- (旧)株式会社日本入試センター - 1978年4月設立。模擬試験などの営利事業を行う（略称JEC）。校舎を所有して代ゼミに貸し出すこともある（代々木校のJEC1 - 3号館は同社の所有による）。社長には高宮行男の実弟の竹村保昭が就任していた。現在は、学校法人高宮学園の子会社であり、学習塾SAPIXを中心に運営している[28][リンク切れ]。
- 学校法人東朋学園 - 校名は代々木ゼミナール○○校であり、実質的には一体運営である。代ゼミ直営校舎を急拡大する際に設立。現在は存在しない。
- 株式会社プリバートコミュニケーション - SAPIXの個別指導部門。2012年に代々木ゼミナールとグループ化。2016年に日本入試センターと合併し、消滅。事業は日本入試センターが引き継ぐ。
- 株式会社YREマネジメント - 不動産の管理・開発。ベルヴュオフィス（オフィス賃貸）・ベルヴュコート（マンション）、JECビル等に関わっている。運営は提携先の企業に委託している場合が多い。その他に、JR東日本ホテルメッツ札幌[29]、ホテルアンテルーム京都[30]、名鉄イン名古屋駅新幹線口[31]（ベルヴュオフィス名古屋）も関わっている。
- 株式会社ベストティーチャー - 英語4技能試験対策のオンライン英会話サービス事業を行う企業。50か国以上の講師とスピーキング・ライティングが可能。2011年11月に宮地俊充が創業。2016年8月に学校法人高宮学園が買収し、SAPIX YOZEMI GROUPに参画。[32]
- JECUS, Inc. - 米国でSAPIX USAを2015年に設立。海外子女を対象とした中学受験、高校受験、大学受験指導および各種資格試験対策講座の提供。米国に４校舎を運営。
- Triple Alpha, Inc. - 2017年に設立。米国のボーディングスクールに特化した留学コンサルティング・サポートを提供[33]。会長兼社長に高宮敏郎。